# キョン・ジノ
キョン・ジノ（慶 珍浩、朝鮮語: 경진호、1963年6月2日 - 1991年11月2日）は、大韓民国の声優。
1988年にKBS第21期声優として入社し、専属期間満了まで2ヶ月を切ったところ、後述する事故により死去した。

## 活動
- 文芸劇場

- 実話劇場

## 死去
午前0時40分ごろ、友人と飲酒したあと、帰宅するためタクシーを探していたところ、飲酒運転の乗用車にひき逃げされ意識不明となり、その後死去した。
目撃者が逃走車のナンバーを記憶していたため、運転手はその後逮捕された。